# Alexis Genet
Pour les articles homonymes, voir Genet.
Alexis Genet est un footballeur français né le 9 juin 1982 à Nîmes. Il joue au poste de défenseur. Son père Guy Genet et son grand père Lucien Genet ont tout deux été footballeur professionnel à l’Olympique Lyonnais.

## Biographie
Alexis Genet, fils de Guy Genet ancien footballeur devenu intendant de l'Olympique lyonnais, rejoint en 1990 l'école de football du club, il intègre en 1999 le centre de formation et est sélectionné en équipe de France -15, -16 et -17 ans. Il remporte le Tournoi de Montaigu en -15 ans avec l'équipe de France. Il signe son premier contrat professionnel avec l'OL en 2003 (3 ans). Durant sa formation à l'Olympique Lyonnais.
Lors de la saison 2003-2004, il est prêté au Havre AC en ligue 2 ou il effectue 27 matchs et se classe septième. Puis en 2004-2005, il est prêté à l'Aviron bayonnais en National (30 matchs).
De retour à Lyon en juin 2005, il effectue le stage de pré-saison à Tignes avec l'équipe professionnelle et joue six mois en équipe réserve (15 matchs - 1 but) avant de résilier son contrat en décembre 2005.
En janvier 2006, il signe en division 2 allemande au 1. FC Sarrebruck (15 matchs). Relégué de justesse, Alexis reste au club durant la saison 2006-2007 ou il effectue 30 matchs en D3 allemande et inscrit 1 but. En juin 2007, il s'engage 2 ans avec le club de Sportfreunde Siegen en D3 allemande ou il inscrit 2 buts mais le club dépose le bilan en fin de saison.
De retour en France, Alexis ne retrouve pas de club et s'engage avec l'AS Saint-Priest en CFA en février 2009 (12 matchs - 1 but).
Malgré des essais au mercato (Châteauroux, Martigues), des problèmes extra-sportifs viennent à chaque fois mettre un terme à un nouveau départ.
En février 2010, il signe à MDA Chasselay en CFA2, le club monte en CFA en fin de saison.

## Clubs
- 1989-2002 :  Olympique lyonnais (formation)
- 2003-2004 :  Le Havre AC (Ligue 2, prêt)
- 2004-2005 :  Aviron Bayonnais (National, prêt)
- 2005-2006 :  1. FC Sarrebruck (D2 allemande)
- 2006-2007 :  1. FC Sarrebruck (D3 allemande)
- 2007-2008 :  Sportfreunde Siegen (D3 allemande)
- Janv 2009 :  AS Saint-Priest (CFA)
- 2010-:  MDA Chasselay (CFA 2 puis CFA)

## Sélections
- Durant sa formation à l'Olympique Lyonnais, il est sélectionné en équipe de France -15, -16 et -17 ans.
- Il est vainqueur du tournoi international de Montaigu dans la catégorie des -15 ans avec l'équipe de France.